# Bahnhof Eisenbach-Matzenbach
Der Bahnhof Eisenbach-Matzenbach – von 1907 bis 1921 Matzenbach – ist die Eisenbahnbetriebsstelle der rheinland-pfälzischen Ortsgemeinde Matzenbach. Sie verfügt über ein Bahnsteiggleis. Der heutige Haltepunkt liegt im Verbundgebiet des Verkehrsverbundes Rhein-Neckar (VRN) und gehört zur Tarifzone 772. Die Anschrift lautet Am Bahnhof 2.
Der Bahnhof wurde am 22. September 1868 als Haltestelle der Bahnstrecke Landstuhl–Kusel eröffnet. Ab 1. Mai 1904 war er zusätzlich Teil der aus strategischen Gründen erbauten Glantalbahn Homburg–Bad Münster. In diesem Zusammenhang erfuhr er einige Umbaumaßnahmen. Ab den 1960er Jahren wurde die Glantalbahn schrittweise stillgelegt. Seit den 1980er Jahren ist Eisenbach-Matzenbach nur noch ein Haltepunkt.

## Lage

### Örtliche Lage
Der Haltepunkt befindet sich am südlichen Ortsrand von Matzenbach unweit des Glans. Östlich parallel zum Halt verläuft die Straße Am Bahnhof. Westlich erstreckt sich zudem der Ortsteil Eisenbach. Der Haltepunkt liegt 209,9 Meter über Normalnull zwischen den Bahnstationen Rehweiler (km 23,7 beziehungsweise 13,9) im Süden und Theisbergstegen (km 28,5) im Norden. Die Bahnstation verfügt über Parkplätze und einen barrierefreien Zugang.

### Bahnstrecke
Die Bahnstrecke Landstuhl-Kusel verläuft in diesem Bereich in Süd-Nord-Richtung in einer langgezogenen S-Kurve innerhalb des Glantals. Sie war ursprünglich durchgehend kilometriert. Der damalige Haltepunkt lag demnach bei Streckenkilometer 17,5. Mit Eröffnung der strategischen Bahn wurde beginnend westlich von Scheidt an der Bahnstrecke Mannheim–Saarbrücken eine neue Kilometrierung vorgenommen, die über Glan-Münchweiler und Altenglan nach Bad Münster führt. Dabei lag der Bahnhof bei Streckenkilometer 49,2. Die Glantalbahn erhielt später ebenfalls eine neue Kilometrierung, die ihren Ausgangspunkt in Homburg hatte und auf dem Abschnitt Glan-Münchweiler–Altenglan bis heute Verwendung findet.

## Geschichte

### Planung, Bau und Eröffnung der Bahnstrecke Landstuhl–Kusel (1860–1870)
Laut einer 1861 in Kusel erschienenen Denkschrift, sollte die Bahn in Landstuhl von der Pfälzischen Ludwigsbahn abzweigen und entlang Mohrbach, Glan und Kuselbach über Eisenbach und Matzenbach bis nach Kusel führen. In der Denkschrift wurde unter anderem argumentiert, dass ein Bahnbau den eher schlechten wirtschaftlichen und sozialen Verhältnissen der Region entgegenwirke.
Der Bau der 28,7 Kilometer langen Strecke von Landstuhl nach Kusel verlief weitgehend unkompliziert. Die Bauarbeiten am Abschnitt zwischen Glan-Münchweiler und Kusel verzögerten sich, weil nicht genügend Arbeitskräfte angeworben werden konnten. Der erste Güterzug fuhr am 28. August 1868. Am 22. September 1868 wurde der Bahnhof Theisbergstegen mit der Inbetriebnahme der Strecke Landstuhl–Kusel – damals zum Königreich Bayern gehörend – offiziell eröffnet. Die neue Bahnlinie wurde von der Bevölkerung sehr positiv aufgenommen, da sie die Infrastruktur in der ländlich geprägten Region nordwestlich von Kaiserslautern verbesserte.
Zu diesem Zeitpunkt war die Bahnstationen eine Haltestelle. Sie verfügte anfänglich über ein insgesamt 42 Meter langes Ladegleis, an das sich ein Kohlelager anschloss.

### Pläne einer strategischen Bahn (1868–1904)

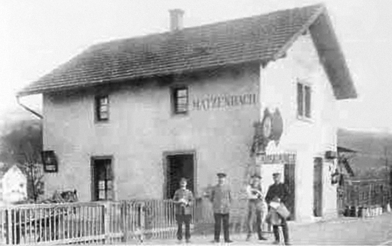
Der damalige Bahnhof Matzenbach im Jahr 1912

Obwohl eine Bahnstrecke entlang des Glan als Verbindung zwischen dem Saargebiet und der Region um Bingen aus geographischer Perspektive naheliegend gewesen wäre, verhinderte der unregelmäßige Grenzverlauf zwischen Bayern und Preußen im Glantal lange Zeit die Realisierung einer solchen.
Nach dem Deutsch-Französischen Krieg von 1870 und 1871, als Frankreich Elsass und Lothringen an Deutschland abtreten musste, sprachen zudem militärische Gründe für eine strategische Bahnlinie in Nord-Süd-Richtung entlang des Glans. Vor allem von Preußen wurde sie entschieden verfochten. Ein weiteres Argument für den Bahnbau war, eine möglichst kurze Verbindung zwischen Homburg und Bingen zu schaffen.
Erst gegen Ende des neunzehnten Jahrhunderts gab Bayern seinen Widerstand gegen einen strategischen Bahnbau auf, da sich die deutsch-französischen Beziehungen zwischenzeitlich deutlich verschlechtert hatten. Die Planungen sahen vor, eine Magistrale von Mainz über Bad Münster entlang des Glans unter Mitbenutzung der Kuseler Strecke zwischen Altenglan und Glan-Münchweiler zu errichten. In diesem Zusammenhang erfuhr die Station einige Umbauten. Neben einem neuen Empfangsgebäude erhielt sie außerdem eine Laderampe sowie ein Ladegleis, dessen Länge insgesamt 163 Meter betrug.

### Weitere Entwicklung
Die Glantalbahn genannte strategische Strecke von Homburg nach Bad Münster wurde am 1. Mai 1904 durchgehend eröffnet; entlang dieser war der Bahnhof eine von insgesamt 26 Unterwegsstationen. Seine geografische Lage führte dazu, dass sich beide Orte um seinen Namen stritten. 1907 wurde der Bahnhof in Matzenbach umbenannt, erhielt 14 Jahre später aber wieder seinen ursprünglichen Namen Eisenbach-Matzenbach. 1922 erfolgte die Eingliederung des Bahnhofs in die neu gegründete Reichsbahndirektion Ludwigshafen. Im Zuge deren Auflösung zum 1. Mai 1936 wechselte er in den Zuständigkeitsbereich der Saarbrücker Direktion.
Die Deutsche Bundesbahn gliederte den Bahnhof nach dem Zweiten Weltkrieg in die Bundesbahndirektion Mainz ein, der sie alle Bahnstrecken innerhalb des neu geschaffenen Bundeslandes Rheinland-Pfalz zuteilte. Zum Wechsel in den Sommerfahrplan 1954 wurde der Bahnhof in einen Haltepunkt umgewandelt. 1959 verlor der Bahnhof seine Abfertigungsbefugnisse im Expressgut- und Güterverkehr. 1971 gelangte der Halt im Zuge der Auflösung der Mainzer Direktion erneut in den Zuständigkeitsbereich ihres Saarbrücker Pendants. Anfang der 1980er Jahre wurde er zum Haltepunkt zurückgebaut.
Zwischen dem 28. März und dem 19. April 1989 wurde der bislang zweigleisige Streckenabschnitt zwischen Glan-Münchweiler und Altenglan auf ein Gleis zurückgebaut, nachdem der Fahrplan bereits ein Jahr zuvor auf einen eingleisigen Betrieb umgestellt worden war. Seither gibt es in Eisenbach-Matzenbach keine Kreuzungsmöglichkeit mehr.
Seit dem Jahr 2000 lag der Haltepunkt wie die gesamte Westpfalz im Westpfalz-Verkehrsverbundes (WVV), ehe dieser sechs Jahre später im Verkehrsverbund Rhein-Neckar (VRN) aufging.
2017 wurde der Bahnsteig barrierefrei erhöht.

## Bauwerk

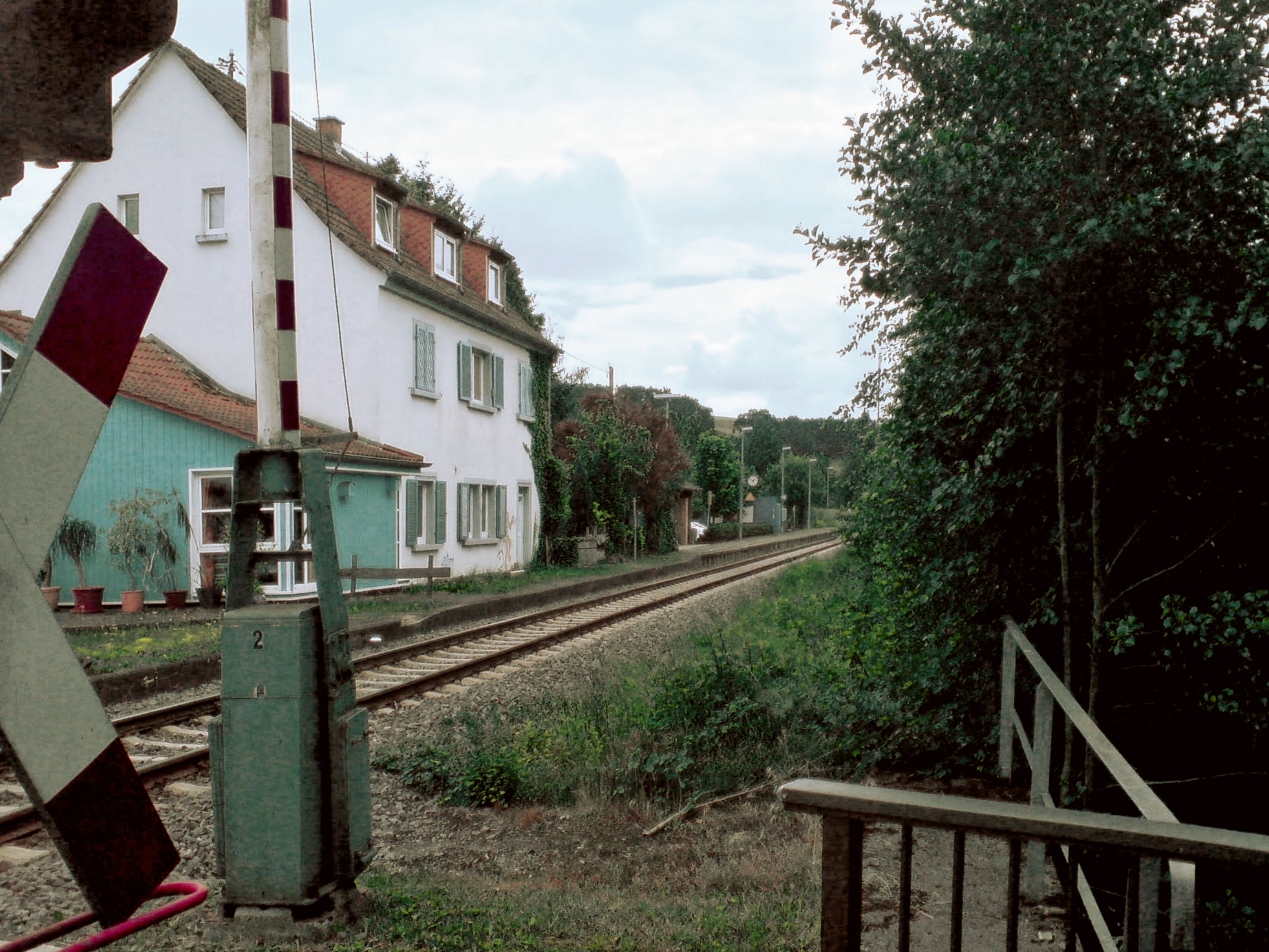
Früheres Empfangsgebäude (links im Bild) von Eisenbach-Matzenbach

### Empfangsgebäude
Das frühere Empfangsgebäude besitzt eine für seinesgleichen untypische Architektur; es erinnert an ein Wohnhaus und wurde mehrfach umgebaut. Im Laufe der Jahrzehnte wandelte es sein äußeres Erscheinungsbild wie kein anderes seinesgleichen entlang der Bahnstrecke.

### Bahnsteig
| Gleis | Nutzbare Länge | Bahnsteighöhe | Aktuelle Nutzung                                    |
| ----- | -------------- | ------------- | --------------------------------------------------- |
| 1     | 107 m          | 20/30 cm      | Regionalbahnen in Richtung Kaiserslautern und Kusel |

## Verkehr

### Personenverkehr
Anfangs verkehrten zwei gemischte Züge und zwei reine Personenzüge. Im ersten Betriebsjahr der Glantalbahn verkehrten zwischen Homburg und Glan-Münchweiler vier Züge in Richtung Bad Münster und vier in Richtung Homburg. Dabei verkehrten nur drei Zugpaare von Homburg nach Bad Münster, die übrigen lediglich zwischen Homburg und Altenglan. Im Jahr 1905 wurden in Eisenbach-Matzenbach insgesamt 7492 Fahrkarten verkauft.
Bereits wenige Jahre später fuhren Züge zwischen Homburg und Kusel, die hauptsächlich den in der Saarregion beschäftigten Bergarbeitern aus der Region um Kusel dienten. Nach dem Zweiten Weltkrieg wurde im Zuge der Abtrennung des heutigen Saarlandes deren Zugang für die einfache Bevölkerung untersagt.
Nach dem Zweiten Weltkrieg hielten vor Ort keine Züge mehr, die die gesamte Glantalstrecke befuhren. Demnach bedienten ihn ausschließlich Züge zwischen Kusel und Landstuhl beziehungsweise Kaiserslautern.

#### Aktuelle Verbindungen
| Linie                    | Strecke                                                                                  | Taktfrequenz |
| ------------------------ | ---------------------------------------------------------------------------------------- | ------------ |
| RB 67                    | Kaiserslautern – Landstuhl – Glan-Münchweiler – Eisenbach-Matzenbach – Altenglan – Kusel | Stundentakt  |
| Stand: 10. Dezember 2023 |                                                                                          |              |

### Güterverkehr
Im Güterverkehr besaß der Bahnhof eine eher untergeordnete Bedeutung. 1905 empfing beziehungsweise versandte er insgesamt 4160,82 Tonnen Güter.
1920 verkehrte ein Nahgüterzug der Relation Kaiserslautern–Kusel und im Bedarfsfall ein zusätzlicher von Kaiserslautern nach Altenglan. In den letzten Jahren der Güterbedienung wickelten vor Ort nur noch Übergabefahrten das Betriebsgeschehen ab. Inzwischen findet in Eisenbach-Matzenbach kein Güterverkehr mehr statt.